# Агавнадзор (Вайоцдзорская область)
Агавнадзо́р (арм. Աղավնաձոր) — село в Вайоцдзорской области Республики Армении в 15 км к северо-западу от Ехегнадзора. Близлежащие сёла: Гетап, Арпи, Арени, Ринд, Чива, Елпин и Шатин.
Построен водовод Ехегис-Агавнадзор-Елпин с охватом орошаемой площади в пять тысяч гектаров.

## История
В XIX веке входил в Шарур-Даралагязский уезд Эриванской губернии. Название села многократно менялось. Нынешнее название, буквально означающее «голубиное ущелье», получил 10 сентября 1946 года.
Прежнее название села — Айназур.
Позднее стало называться Айнадзор. 10 сентября 1946 года село Айнадзор Ехегнадзорского района Армянской ССР было переименовано в Ахавнадзор .
В окрестностях села имеются памятники истории. В 4 км к северу находится полуразрушенная купольная церковь XIII—XIV веков, называемая Улгюри. В 3 км к югу имеются остатки каравансарая, располагавшегося на старой дороге в Иран. В 2 км к северу в высокогорной местности Мираш находятся руины поселения. Около села расположен Ванки Дзор с церковью Сурб Аствацацин X—XI веков и надгробным камнем, датированным 1009 годом.

## Население
Население села — армяне, в том числе, потомки переселенцев 1828—1829 годов из Хойя и Салмаста. Село было разрушено и отстроено заново в начале XX века.
По данным «Сборника сведений о Кавказе» 1880 года в селе проживало 367 армян.
Динамика населения показана в таблице.
| Год       | 1897 | 1926 | 1939 | 1959 | 1979 | 2001 | 2009 |
| Население | 851  | 1321 | 1775 | 1485 | 1800 | 1948 | 2098 |

Среди занятий местного населения (по данным на 1980-е годы) — садоводство (виноградарство), выращивание табака, зерновое земеледелие, животноводство (в основном, выращивание птиц и свиней).. В селе расположена семейная винодельня Matevosyan wine.

## Достопримечательности
В 1880 году на территории села были расположены армяно-григорианская церковь, развалины древнего селения Агавна-дзор («голубиное ущелье») и развалины древнего кладбища.

## Выдающиеся уроженцы
- Предположительно, в Агавнадзоре родился архитектор Момик (около 1339 года)[6].
- Самвел Фрунзикович Саркисян (арм. Սամվել Սարգսյան, 17 июля 1966) — депутат Парламента Армении[7].

## Галерея

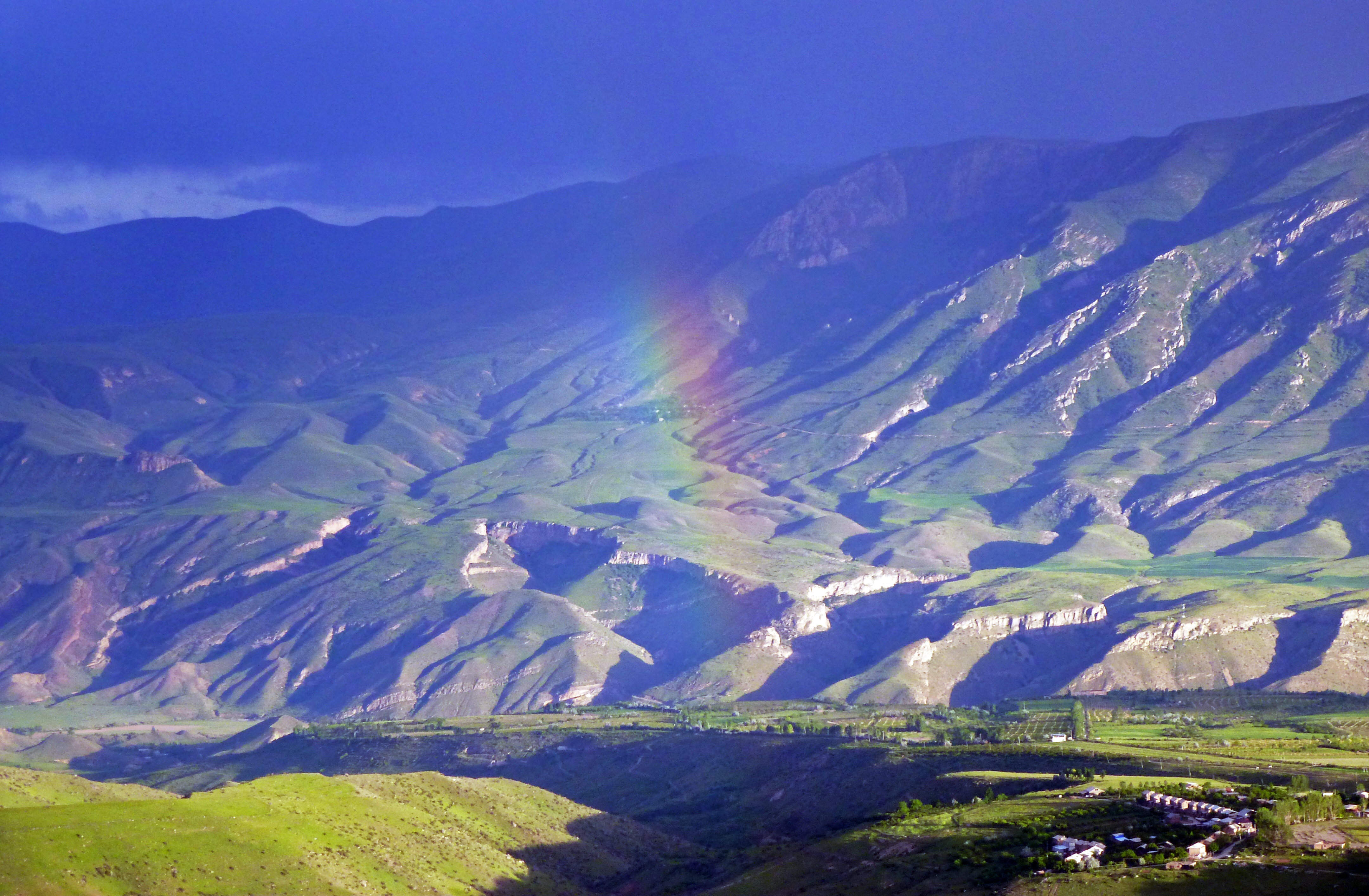
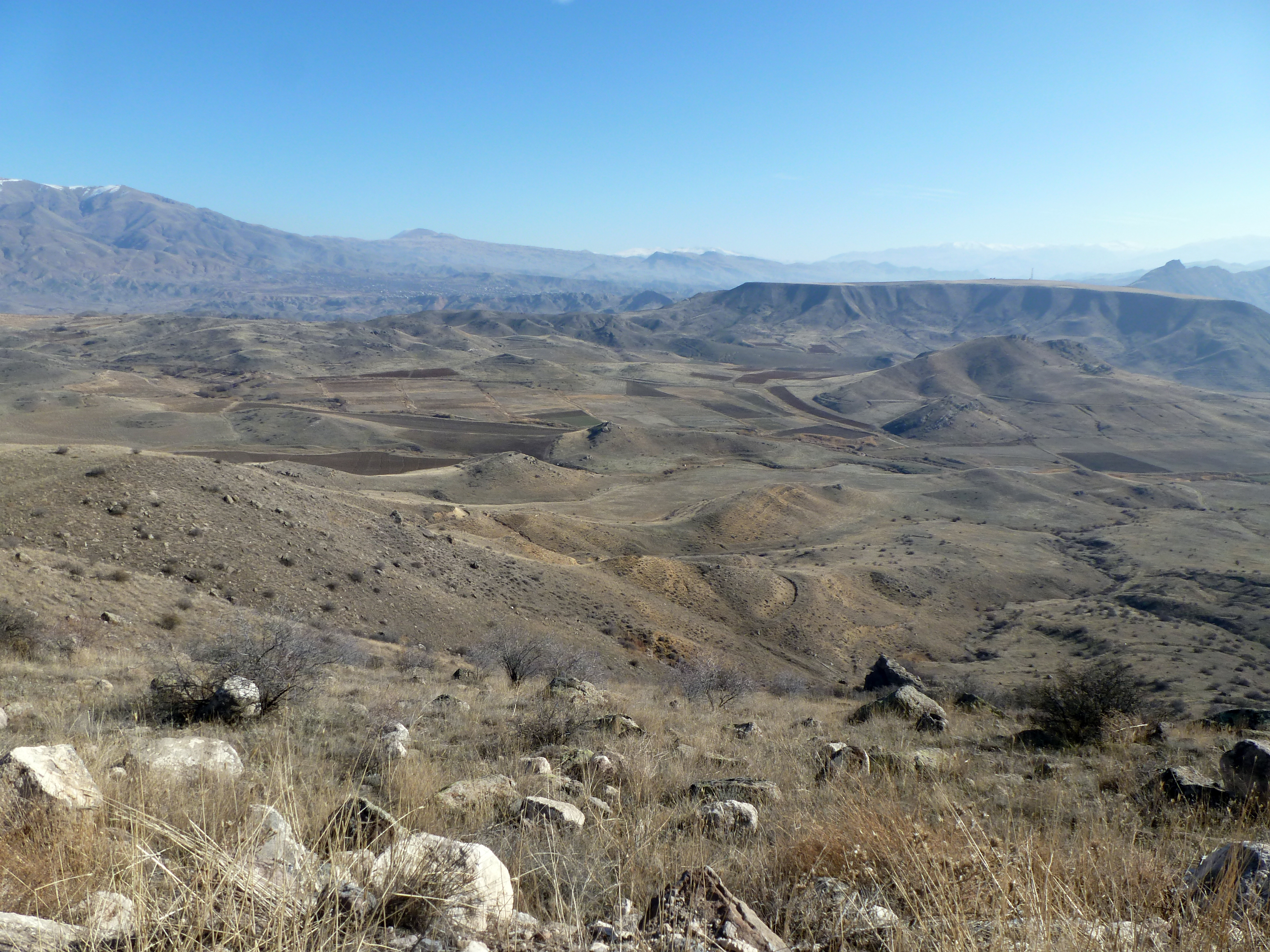
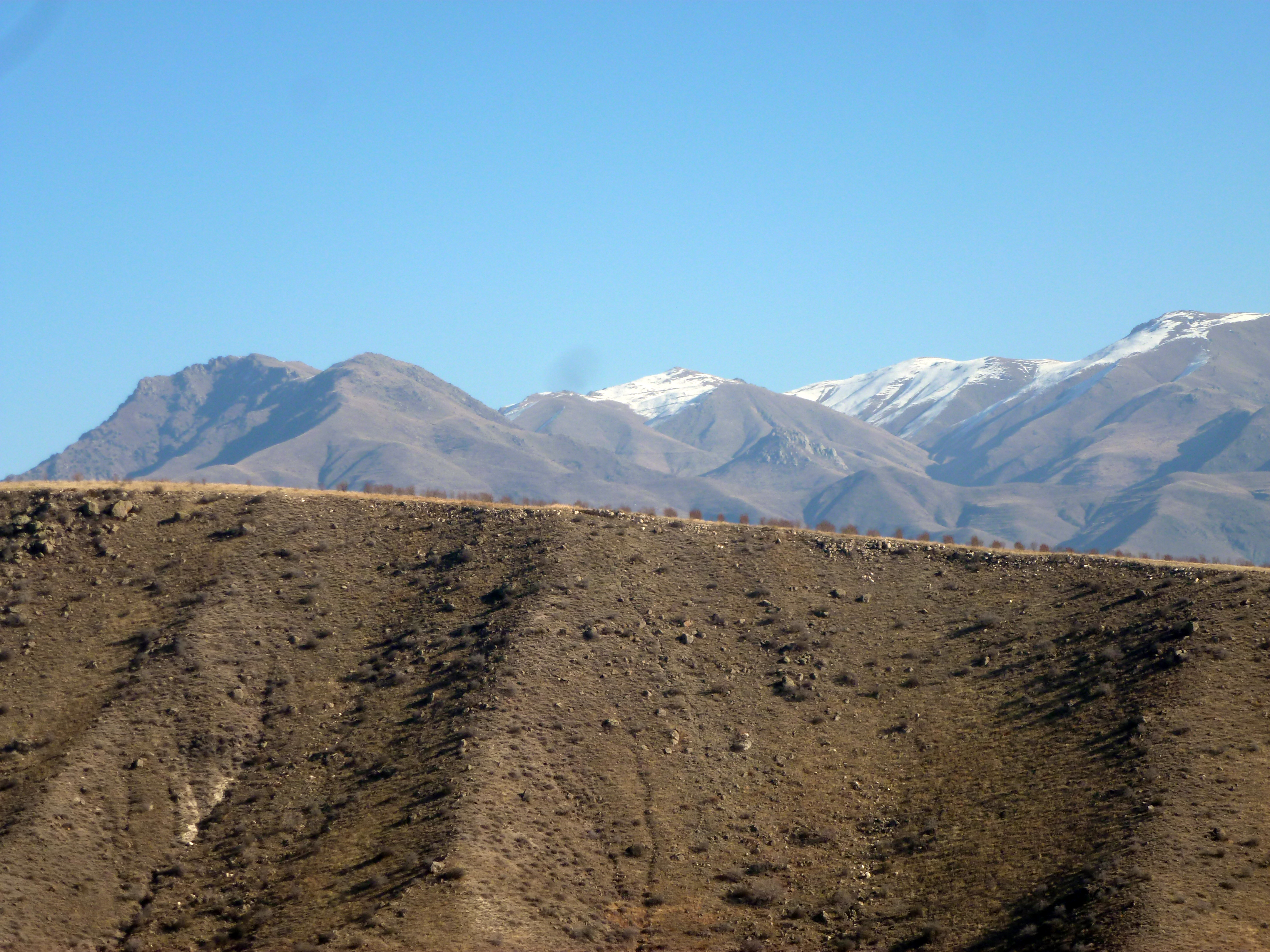
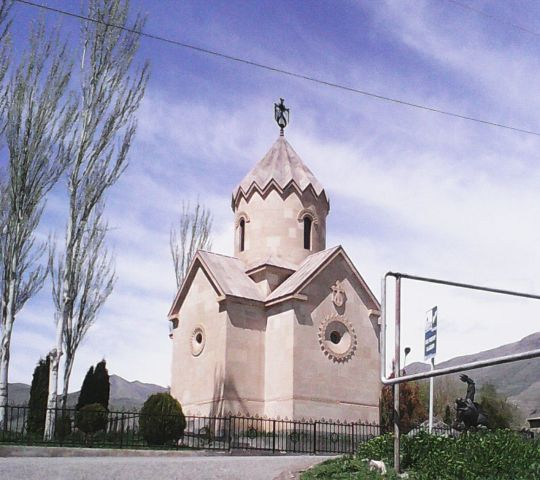
Церковь Святой Марии